# Synopsis methodica fungorum

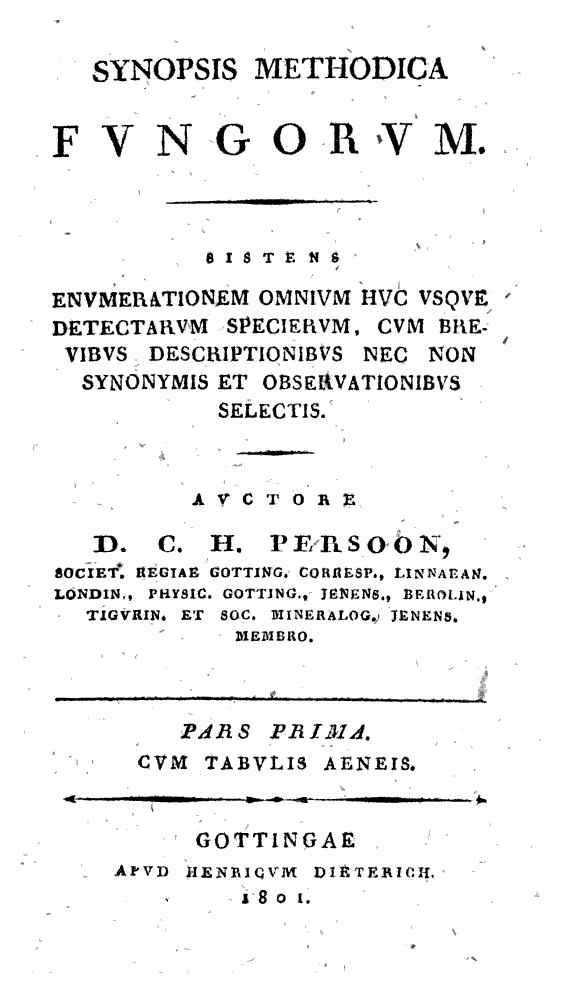
Strona tytułowa

Synopsis methodica fungorum (w publikacjach cytowane jako Syn. Met. Fung.) – dwutomowe dzieło autorstwa Christiaana Hendrika Persoona. Wydrukowane zostało w Getyndze w 1801 roku. W dziele tym Persoon opisał liczne nowe gatunki grzybów i wyższe taksony, m.in. takie jak Uredinales, Ustilaginales i Gasteromycetes.
Dzieło zostało zdigitalizowane przez Biblioteca Digital del Real Jardin Botanico de Madrid. Jego skan jest dostępny w internecie w postaci pliku pdf.